# Colonia Central
Colonia Central är en ort i Mexiko.   Den ligger i kommunen Atoyac de Álvarez och delstaten Guerrero, i den södra delen av landet, 290 km sydväst om huvudstaden Mexico City. Colonia Central ligger 34 meter över havet och antalet invånare är 497.
Terrängen runt Colonia Central är varierad. Runt Colonia Central är det ganska glesbefolkat, med 50 invånare per kvadratkilometer. Närmaste större samhälle är Atoyac de Álvarez, 4,8 km norr om Colonia Central. Omgivningarna runt Colonia Central är en mosaik av jordbruksmark och naturlig växtlighet.